# Iliá Malyj
Iliá Malyj –en ruso, Илья Малых– (21 de agosto de 1991) es un deportista ruso que compite en bobsleigh en la modalidad cuádruple. Ganó una medalla de bronce en el Campeonato Europeo de Bobsleigh de 2021.

## Palmarés internacional
| Campeonato Europeo | Campeonato Europeo    | Campeonato Europeo | Campeonato Europeo |
| Año                | Lugar                 | Medalla            | Prueba             |
| ------------------ | --------------------- | ------------------ | ------------------ |
| 2021               | Winterberg (Alemania) | Medalla de bronce  | Cuádruple          |